# South of Heaven
South of Heaven (укр. Південь небес) — четвертий студійний альбом американського треш-метал гурту Slayer. Він був записаний в 1987 році, і випущений 5 липня 1988 року під лейблом Def Jam Records (пізніше перевипущено під лейблом Def American / American Recordings).
Альбом сильно відрізнявся від Reign in Blood: цього разу гурт вирішив знизити темп пісень, вокал став мелодійнішим у порівнянні з різкими криками в попередньому альбомі. Джефф Ганнеман казав:
| Ми знали, що не зможемо перевершити Reign in Blood, тому нам довелося записати альбом з повільнішими піснями. Ми знали, все, що ми випустимо, порівнюватимуть з Reign in Blood, і, пам'ятається, ми обговорювали варіант зі зниженням темпу. Це було дивним: ми ніколи такого не робили… |
Альбом South of Heaven (укр. Південь небес), який вийшов в 1988 році, отримав суперечні відгуки фанатів та критиків. В той же час він став найбільш комерційно успішним альбомом Slayer на той час, дебютувавши на 57 позицій чарта Billboard 200, та став другим «золотим» по сертифікації альбомів в США.
Керрі Кінг вважає цей альбом «своїм найтьмянішим виконанням», хоча у Тома Араї склалося краще враження від South of Heaven.

## Список композицій
1. South Of Heaven — 5:00
2. Silent Scream — 3:02
3. Live Undead — 3:51
4. Behind The Crooked Cross — 3:12
5. Mandatory Suicide — 4:03
6. Ghosts Of War — 3:55
7. Read Between The Lies — 3:21
8. Cleanse The Soul — 3:01
9. Dissident Aggressor (кавер-версія пісні гурту Judas Priest) — 2:34
10. Spill The Blood — 4:48